# Hakimullah Mehsud
Hakimullah Mehsud, né en 1979 et tué le 1er novembre 2013 par un tir de drone américain au Pakistan, aussi connu sous le nom de Zulfiqar (né Jamshed Mehsud), fut un chef militaire taliban pakistanais opérant au Waziristan du Sud.
Il dirigeait le groupe Tehrik-e-Taliban Pakistan depuis le décès de son prédécesseur et cousin Baitullah Mehsud, tué également lors d'une attaque de drone américaine en août 2009. Bien connu des services de renseignements d'Islamabad, il est considéré comme l'un des plus violents lieutenants de Baitullah et comme l'un des plus dangereux talibans pakistanais. Avant sa mort, le gouvernement pakistanais offrait une prime de 10 millions de roupies (120 000 dollars) pour sa capture. Inculpé pour son implication dans l'assassinat de sept ressortissants américains à la base d’opérations avancée Chapman de Khost en Afghanistan le 30 décembre 2009, son nom figure sur la liste des terroristes les plus recherchés par le FBI (Most Wanted Terrorists) et Washington offre une prime de cinq millions de dollars pour sa capture.
Il est ciblé à cinq reprises par des drones américains. Frappes qui ont provoqué la mort de 68 civils

## Biographie

### Enfance et famille
Hakimullah Mehsud naît vers 1979 dans la région de Kotkai, près de la ville de Jandola, au Sud-Waziristan.
Son vrai nom est Jamshed Mehsud, mais il adopte successivement les noms de Zulfiqar, puis de Hakimullah pour vanter ses connaissances religieuses.
Fils d'une famille proche de la tribu Mehsud, connue pour avoir infligé une défaite aux britanniques en 1850, Hakimullah Mehsud est nommé à la tête des districts tribaux d'Arakzai, Khyber et Kurram et impose la charia dans les territoires sous sa domination. Cousin de Baitullah, il est considéré comme son plus puissant lieutenant.

### Attaques contre l'OTAN et repli au Nord (2008 - 2009)
Réputé pour sa cruauté et son caractère impitoyable Hakimullah Mehsud est responsable de nombreuses attaques contre les forces de l'OTAN dans les districts de Khyber et de Peshawar à partir de 2008, attaques ayant conduit à la destruction de près de six cents véhicules.
L'augmentation des attaques de drones américains et la reprise par l'armée pakistanaise de certains districts au Waziristan du Sud dès le printemps 2009, poussent les chefs du TTP à se replier au Waziristan du Nord, zone tribale connue pour abriter le clan des Haqqani, talibans afghans.
Il revendique la responsabilité de l'attentat du Pearl Continental de Peshawar du 9 juin 2009, ayant entraîné la mort de dix-sept personnes et fait une soixantaine de blessés.

### Mort de l'émir du TTP et première rumeur de décès (août 2009)
Le 5 août 2009, une frappe aérienne américaine lancée au Waziristan du Sud sur la maison d'Ikramuddin, beau-père de Baitullah Mehsud, entraîne la mort de l'émir du Tehrik-e-Taliban Pakistan (TTP). Selon plusieurs responsables talibans, il serait mort des suites de ses blessures dans la nuit du 23 août 2009, mais les propos recueillis auprès de Maulvi Omar, ex-porte-parole du groupe, capturé le 18 août 2009 au nord-ouest du Pakistan, suggèrent qu'il est réellement décédé au cours de l'attaque.
Peu de temps après l'annonce de la disparition de Baitullah, les renseignements pakistanais soupçonnent Hakimullah Mehsud et Wali ur-Rehman de s'être entretués pour sa succession, mais la rumeur est démentie.

### Ascension à la tête du TTP (août 2009 - septembre 2010)
Le 22 août 2009, Maulvi Faqir Mohammed (en) annonce avoir provisoirement pris la tête du groupe, mais trois jours plus tard, Hakimullah Mehsud est officiellement désigné comme le successeur de Baitullah sur décision d'un conseil (shura) de 42 membres. Le nouvel émir confirme le décès de l'ancien leader, mettant fin aux rumeurs selon lesquelles il serait encore en vie. Faqir Mohammed conserve son statut de no 2 du groupe.
À l'instar de son prédécesseur, Hakimullah réitère le même discours menaçant à l'encontre des États-Unis, promettant de venger la mort de son supérieur. « Nous nous vengerons, et vite. Nous répliquerons à l'Amérique après cette attaque de drone. Les effets de notre attaque se feront ressentir jusqu'à Washington ».
Le 28 septembre 2009, Kalimullah Mehsud, son frère et commandant taliban, est tué au nord-ouest du Waziristan lors d'un accrochage avec les forces de sécurité. Son décès est confirmé par les chefs tribaux de la région.
Le 1er septembre 2010, il est inculpé pour complot terroriste par la justice fédérale américaine en raison de son implication dans l'Attentat-suicide de la base de Chapman en décembre 2009.

### Attentats liés au TTP (octobre 2009 - octobre 2010)
Le 6 octobre 2009, l'un des porte-paroles du TTP, Azam Tariq, promet une intensification des attaques suicides contre ceux soupçonnés de travailler avec les intérêts américains.
Le 9 octobre 2009, un attentat-suicide à la voiture piégée frappe Peshawar au nord-est du pays, causant la mort d'une cinquantaine de personnes, majoritairement civiles.
Le 10 octobre 2009, un groupe d'assaillants attaque le quartier général de l'armée à Rawalpindi et prend en otage une quarantaine de personnes, militaires et civiles. Le 11 octobre au matin, des commandos pakistanais prennent d'assaut le bâtiment, libérant les otages et mettant en fuite les agresseurs. L'attaque cause la mort de dix-neuf personnes, dont huit militaires pakistanais, huit terroristes et trois otages. Les renseignements pakistanais attribuent la responsabilité de l'attaque au TTP d'Hakimullah Mehsud. Pourtant, une branche des Talibans Pakistanais, Amjad Farooqi, revendique l'assaut
Le 15 octobre 2009, un attentat-suicide contre un commissariat de police de Kohat cause la mort de 10 personnes. Le même jour, trois attaques simultanées sont perpétrées contre des bâtiments de l'ordre public de Lahore, dont un commissariat, un centre d'entraînement et une école de police. À Peshawar, un attentat-suicide à la voiture piégée cause la mort d'un enfant. Le bilan de ces attaques se chiffre à environ 40 morts.
Le 17 octobre 2009, est lancée l'Opération Rah-e-Nijat (chemin du salut) contre le principal fief des Talibans pakistanais au Waziristan du Sud à la suite des violentes attaques perpétrées au début du mois. Hakimullah Mehsud est supposé avoir environ 10 000 combattants sous ses ordres ainsi qu'environ 1 500 combattants étrangers, présumés liés au Mouvement islamique d'Ouzbékistan (IMU), présenté comme proche d'Al-Qaïda.
Le 20 octobre 2009, un attentat-suicide commis par deux kamikazes frappe l'université islamique d'Islamabad, tuant sept personnes.
Le 28 octobre 2009, une voiture piégée explose sur un marché de Peshawar, causant la mort de 118 personnes.
Le 2 novembre 2009, le gouvernement pakistanais promet cinquante millions de roupies (600 000 $) pour la capture ou la mort d'Hakimullah Mehsud et de ses deux lieutenants, Waliur Rehman Mehsud et Qari Hussein Mehsud.
Le 1er janvier 2010, un kamikaze fait exploser sa camionnette piégée sur un terrain de volley-ball au nord-ouest du pays, tuant près d'une centaine de personnes.
Le 1er septembre 2010, trois kamikazes visent une procession chiite à Lahore, tuant 35 personnes et blessant 280 autres. L'attaque est revendiquée par le TPP par l'intermédiaire de Qari Hussein Mehsud.
Le 3 septembre 2010, un kamikaze fait exploser sa ceinture d'explosifs au milieu d'une procession chiite à Quetta, tuant une cinquantaine de personnes et faisant 197 blessés. Le même jour une attaque-suicide est perpétrée contre une mosquée à Marda fréquentée par des fidèles du culte ahmadi. Blessé par la police, le suspect se suicide en actionnant une ceinture d'explosifs, tuant une personne et blessant quatre autres.
Le 6 septembre 2010, un attentat-suicide à la voiture piégée frappe un poste de police à Lakki Marwat au Nord-ouest du pays, tuant 19 personnes et blessant 34 autres. Le TTP revendique l'attaque.
Le 7 octobre 2010, un double-attentat suicide frappe Karachi. Les deux kamikazes à pied actionnent leurs ceintures d'explosifs à l'entrée d'un mausolée soufi, causant la mort de dix personnes, dont deux enfants et faisant plus d'une soixantaine de blessés.

#### Attentat de Khost (décembre 2009)
Hakimullah Mehsud apparaît le 9 janvier 2010 dans une vidéo annonçant la mort de l'agent-double responsable de l'attentat-suicide de la base de Chapman (décembre 2009), ayant tué plusieurs agents de la CIA, confirmant ses liens avec les talibans pakistanais et sa sympathie à l'encontre de l'ancien chef du TTP, Baitullah Mehsud. L'attentat aurait toutefois plutôt bénéficié de l'organisation du réseau de Djalâlouddine Haqqani, présent dans le Waziristan du Nord.

### Secondes rumeurs de décès (janvier 2010 - janvier 2012)
Le 14 janvier 2010, Hakimullah Mehsud aurait échappé à une attaque de drone américain lancée contre un camp d'entraînement taliban près du village de Sakhtoi, au Sud-Waziristan. Dix islamistes trouvent la mort, mais Mehsud aurait réussi à s'enfuir. Azam Tariq, porte-parole du TTP, confirme que Mehsud se trouvait bien sur les lieux, mais qu'il avait quitté la zone peu de temps avant l'explosion. Des responsables américains affirmaient toutefois qu'il faisait peut-être partie des dix personnes tuées.
Trois jours plus tard, un autre drone, visant deux véhicules, l'aurait blessé, et des responsables américains pensaient fin janvier qu'il serait mort de ses blessures. La télévision pakistanaise affirme qu'il a été enterré dans l'agence d'Orakzai. Les talibans confirment la mort d'Hakimullah le 9 février. Ils précisent que ce dernier a bien été fatalement blessé par l'attaque de drone du 14 janvier à Sakhtoi, au Waziristan du Sud, et qu'il serait décédé des suites de blessures au cou sur la route de Karachi où ses hommes tentaient de l'emmener se faire soigner.
Après que des doutes ont été émis sur sa mort, une vidéo diffusée sur internet montre Hakimullah Mehsud revendiquant la tentative d'attentat du 1er mai 2010 à New York. Quelque temps après, les services de renseignements pakistanais annoncèrent que l'« émir » du TTP avait échappé à l'attaque. « Initialement, nos renseignements sur le terrain laissaient penser qu’il avait succombé aux blessures reçues de l’attaque mais nous avons fait des vérifications et nos renseignements en arrivent maintenant à la conclusion qu’il a été blessé et non pas tué », selon les propos d'un responsable de l'ISI (Inter Services Intelligence).
Sa mort est à nouveau annoncée par des responsables des services pakistanais de renseignement le 15 janvier 2012. La conclusion des services de renseignement pakistanais est tirée de l'interception d'une conversation radio entre des membres du TTP discutant de sa mort survenue le 12 janvier 2012 dans les zones tribales du Nord-Waziristan. L'information a été toutefois démentie par Asimullah Mehsud, porte-parole du TTP, qui affirme que l'« émir » des Talibans Pakistanais ne se trouvait pas dans la zone ciblée. Par ailleurs, un responsable militaire pakistanais a déclaré à l'agence Reuters que sa mort n'était pas confirmée officiellement.

### Décès (novembre 2013)
Il est tué par les tirs d'un drone de l'armée américaine, le 1er novembre 2013 dans la région pakistanaise du Waziristan du Nord. Son décès survient près de cinq mois après la disparition de son lieutenant, Wali ur-Rehman, lui aussi victime d'un drone américain. Rapidement, les talibans pakistanais confirment la disparition d'Hakimullah. L'attaque de drone a également entraîné la mort de son chauffeur, d'un garde du corps, d'un oncle et d'un combattant taliban qui ont été finalement inhumés avec la dépouille du chef du TTP. Le 2 novembre 2013, les talibans pakistanais adoubent temporairement Khan Saïd, aussi connu sous le nom de Sajna Mehsud, comme leur nouvel émir. De son côté, le gouvernement pakistanais dénonce une attaque qui met à mal les négociations de paix avec les insurgés. Finalement, le 7 novembre 2013, les talibans pakistanais annoncent avoir officiellement nommé Maulana Fazlullah nouvel émir du TTP, en remplacement d'Hakimullah Mehsud. Sa nomination paraît sonner la fin du processus de négociation amorcé par le gouvernement pakistanais, puisque le nouvel émir, réputé imperméable aux pourparlers, a confirmé ne pas souhaiter engager de nouvelles négociations avec Islamabad.